# LHS 292
LHS 292 – jedna z najbliższych Układowi Słonecznemu gwiazd, klasyfikowana jako czerwony karzeł. Znajduje się ona w gwiazdozbiorze Sekstantu, w odległości ok. 14,8 lat świetlnych od Słońca. Jej jasność wizualna to 15,6m. Jest ona zatem bardzo słabym obiektem i można ją dostrzec dopiero po uzbrojeniu oka w teleskop.

## Właściwości fizyczne
LHS 292 należy do typu widmowego M6,5V (zob. diagram Hertzsprunga-Russella). Temperatura powierzchni tego czerwonego karła sięga ok. 2800 K.
Jego masa i promień są dużo mniejsze od wartości, jakie ma nasze Słońce. Gwiazda ta jest gwiazdą rozbłyskową.